# Marinha (Monet)
Marinha (em francês, Marine) é uma pintura a óleo sobre tela, medindo 65 cm de altura por 91 cm de largura, executada pelo pintor impressionista francês Claude Monet, por volta do penúltimo decênio do século XIX. A obra retrata uma paisagem litorânea, possivelmente uma falésia de Dieppe, na Alta Normandia. Foi adquirida pelo empresário e colecionador brasileiro Raymundo Ottoni de Castro Maya em um leilão realizado em Londres, em 1954, e legada ao Museu da Chácara do Céu (equipamento dos Museus Castro Maya), no Rio de Janeiro.

## Obras roubadas
Em 24 de fevereiro de 2006, aproveitando-se de um desfile de carnaval do Bloco das Carmelitas que ocorria no bairro de Santa Teresa, um bando armado invadiu o museu e roubou a tela, junto com outras três pinturas: Os Dois Balcões de Salvador Dalí, A Dança de Pablo Picasso e Jardim de Luxemburgo de Henri Matisse, além do livro Toros, com poemas de Pablo Neruda e ilustrações de Pablo Picasso. As obras, todas tombadas pelo Instituto do Patrimônio Histórico e Artístico Nacional (IPHAN) permanecem desaparecidas. A Associação de Amigos dos Museus Castro Maia oferece uma recompensa de dez mil reais a quem apresentar informações que possam levar à recuperação dos bens tombados. Segundo relatos de seguranças do museu que testemunharam a ação, a obra de Monet pode ter sido danificada durante o roubo. Um dos ladrões usou uma faca do próprio acervo para cortar a corda de náilon que prendia a tela à parede e acabou derrubando-a quando tentava soltá-la. A tela foi novamente derrubada enquanto os criminosos fugiam.
Uma outra pintura de Monet, de composição quase idêntica à Marinha da Chácara do Céu, intitulada Falésias perto de Dieppe e datada de 1897, havia sido roubada de um museu da cidade de Nice, na França, em 1998, e recuperada pela polícia local no mesmo ano. Esta mesma obra foi novamente roubada em 2007 e recuperada no ano seguinte, em Marselha.